# Gradi della marina cinese
La denominazione dei gradi militari nella Marina dell'esercito popolare di liberazione segue lo schema generale delle Forze armate cinesi: s'adopera, dunque, l'appellativo comune anche all'Esercito e all'Aviazione, preponendovi hǎijūn (海军, «flotta»).

## Ufficiali
La gerarchia degli ufficiali consiste in tre livelli: wèi (尉, «luogotenenti»), xiào (校, «comandanti») e jiàng (将, «generali»). Ciascun livello prevede ulteriori suddivisioni: shào (少, «inferiore»), zhōng (中, «intermedio»), shàng (上, «superiore»). Per cui, un tenente e un capitano dell'esercito sono, rispettivamente, «luogotenente intermedio» e «luogotenente superiore»; al di sopra del «comandante superiore» (colonnello/capitano di vascello), inoltre, è previsto un dàxiào (大校, «gran comandante»), corrispondente al brigadier britannico. In italiano, hǎijūn dàxiào può rendersi «primo capitano di vascello» o «capitano di vascello superiore», non «commodoro», in quanto quest'ultimo tradizionalmente è considerato intermedio tra gli ufficiali superiori e gli ammiragli, mentre il dàxiào è un ufficiale superiore a tutti gli effetti.
Il grado hǎijūn yījí shàngjiàng (海军一级上将, «primo ammiraglio»), mai assegnato, fu abolito formalmente nel 1994.
| Nome                                | Traduzione          | (codice NATO) |
| ----------------------------------- | ------------------- | ------------- |
| 海军一级上将 hǎijūn yījí shàngjiàng | primo ammiraglio    | (OF-10)       |
| 海军上将 hǎijūn shàngjiàng          | ammiraglio          | (OF-9)        |
| 海军中将 hǎijūn zhōngjiàng          | viceammiraglio      | (OF-8)        |
| 海军少将 hǎijūn shàojiàng           | contrammiraglio     | (OF-7)        |
| 海军大校 hǎijūn dàxiào              | 1° cpt. di vascello | (OF-6)        |
| 海军上校 hǎijūn shàngxiào           | cpt. di vascello    | (OF-5)        |
| 海军中校 hǎijūn zhōngxiào           | cpt. di fregata     | (OF-4)        |
| 海军少校 hǎijūn shàoxiào            | cpt. di corvetta    | (OF-3)        |
| 海军上尉 hǎijūn shàngwèi            | ten. di vascello    | (OF-2)        |
| 海军中尉 hǎijūn zhōngwèi            | s/ten. di vascello  | (OF-1)        |
| 海军少尉 hǎijūn shàowèi             | guardiamarina       | (OF-1)        |
| 海军学员 hǎijūn xuéyuán             | aspirante           | (OF-D)        |

Nel 2009, il governo cinese ha approvato nuovi distintivi di grado per l'uniforme blu di servizio, ispirandosi a quelli della marina statunitense: galloni dorati con stelletta pentagonale, per gli ufficiali di vascello; con fiore a sei petali, per i tecnici. I galloni coprono solo la metà esterna dalla manica, «da cucitura a cucitura». Il gallone di base è largo 17mm; il galloncino, 8mm; il gallone grande, 50mm. La distanza fra i galloni, non importa la misura, è sempre 5mm. Il bordo inferiore della stelletta, o del fiore, dista 10mm dal bordo superiore del gallone più alto. Non sono previste sottopannature in colori distintivi, come nella marina italiana e britannica.

## Sottufficiali e graduati
La gerarchia dei sottufficiali comprende sei livelli: l'appellativo consiste, appunto, in «sottufficiale di n° livello», in ordine decrescente da 6° a 1°. Poi c'è un «soldato di marina superiore» e un «marinaio». Le traduzioni cercano di approssimarsi allo schema gerarchico italiano.
| Nome                              | Traduzione       | (codice NATO) |
| --------------------------------- | ---------------- | ------------- |
| 海军六级士官 hǎijūn liùjí shìguān | capo di 1ª cl.   | (OR-9)        |
| 海军五级士官 hǎijūn wǔjí shìguān  | capo di 2ª cl.   | (OR-8)        |
| 海军四级士官 hǎijūn sìjí shìguān  | capo di 3ª cl.   | (OR-7)        |
| 海军三级士官 hǎijūn sānjí shìguān | secondo capo     | (OR-6)        |
| 海军二级士官 hǎijūn èrjí shìguān  | sergente         | (OR-5)        |
| 海军一级士官 hǎijūn yījí shìguān  | sottocapo        | (OR-4)        |
| 海军上等兵 hǎijūn shàngděngbīng   | comune di 1ª cl. | (OR-3)        |
| 水兵 shuǐbīng                     | comune           | (OR-2)        |